# گیاه‌خواری آدولف هیتلر

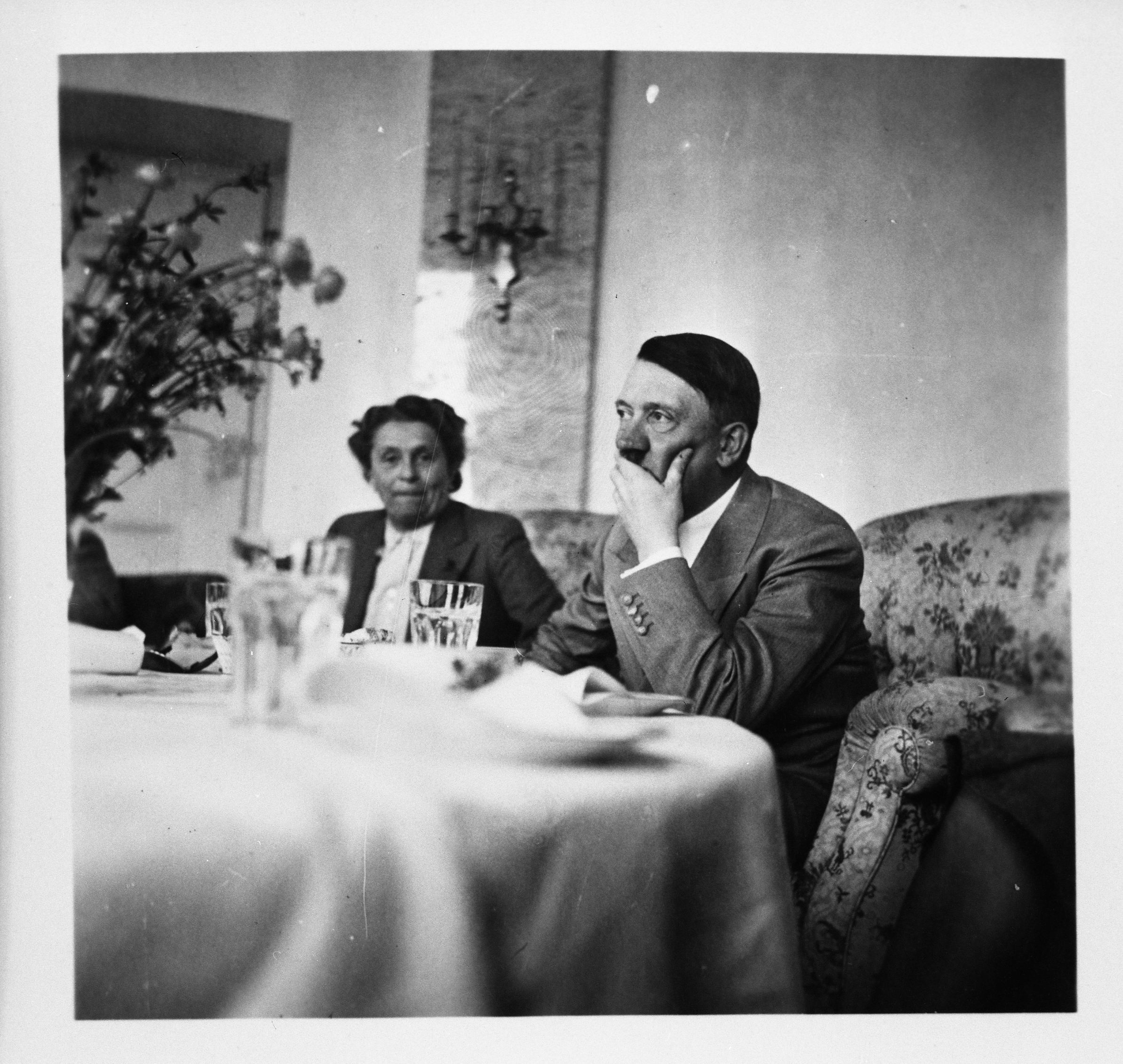
گیاه‌خواری آدولف هیتلر

تاریخ‌نگاران آدولف هیتلر را نه تنها ضد الکل و غیر سیگاری بلکه گیاهخوار هم می‌دانند. استدلال شده‌است که رژیم غذایی او بر اساس نظریات تاریخی ریشارد واگنر بوده‌است که آینده آلمان را با گیاهخواری مرتبط کرد. ممکن است که هیتلر معتقد به اثر گیاهخواری بر کاهش مشکلات بهداشتی فردی و ایجاد یک نوزایش معنوی بوده باشد.

## هیتلر به عنوان گیاهخوار
بنا بر رونوشت‌های استنوگرافیک ترجمه‌شده بین هیتلر و حلقه داخلی‌اش که بین ژوئیه ۱۹۴۱ و نوامبر ۱۹۴۴ به وقوع پیوست، هیتلر خود را گیاهخوار می‌دانست.
می‌دانید که پیشوا یک گیاهخوار است و این که به دلیل نگرش عمومی اش به زندگی و عشق اش به جهان حیوانات گوشت نمی‌خورد؟ می‌دانید که پیشوایتان دوستی شایان تقلید با حیوانات است، و حتی به عنوان صدراعظم، از حیواناتی که چند سال نگهداری کرده جدا نشده است؟... پیشوا مخالف جدی هرگونه آزار حیوانات مخصوصاً کالبد شکافی موجود زنده‌است، و اعلام کرده این وضعیت خاتمه یابد... تا نقش خود را به عنوان ناجی حیوانات، از رنج و عذاب پیوسته ایفا کند.— نقل قول از نویگایست/دی وایسه فانه مجله جنبش اندیشه آزاد آلمانی

## زیر سؤال بردن گیاهخواری هیتلر و دیدگاه گیاهخواران
راین بری، یک فعال گیاهخواری و حقوق حیوانات، می‌گوید گرچه هیتلر حجم گوشت در رژیم غذایی‌اش را کم کرده بود ولی هرگز کاملاً مصرف گوشت را قطع نکرد. او استدلال می‌کند که بسیاری از مورخین به اشتباه او را گیاهخوار می‌دانند.